# Víctor Julio Suárez Rojas

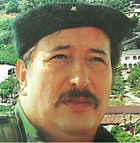
Mono Jojoy

Víctor Julio Suárez Rojas (5 februari 1953, Cabrera, Cundinamarca - 22 september 2010, Sierra de la Macarena), alias Jorge Briceño (Suárez), alias Mono Jojoy, was de nummer twee van de linkse Colombiaanse rebellenbeweging FARC. Hij werd gedood bij een luchtaanval en een grondoffensief van de Colombiaanse strijdkrachten.
Tanja Nijmeijer zou vertrouweling en tolk zijn geweest van FARC-commandant Mono Jojoy van de Estado Mayor del Bloque Oriental (EMBO).
De regering van Colombia had een bedrag van ongeveer 2 miljoen euro uitgeloofd voor Jojoy, die wordt verdacht van honderden moorden en ontvoeringen. In de Verenigde Staten was ongeveer 3,8 miljoen euro voor hem uitgeloofd.
- Library of Congress Control Number: no2012132384
- Virtual International Authority File: 271510439
- WorldCat: E39PBJmXMpJjWQJv7JwKWFbKh3